# Dicranomyia (Dicranomyia) jorgenseni
Dicranomyia (Dicranomyia) jorgenseni is een tweevleugelige uit de familie steltmuggen (Limoniidae). De soort komt voor in het Neotropisch gebied.